# سخن‌چینی (فیلم ۲۰۰۰)
«سخن‌چینی» (انگلیسی: Gossip (2000 American film)) یک فیلم مهیج به کارگردانی دیویس گوگنهایم است که در سال ۲۰۰۰ منتشر شد.

## بازیگران
- جیمز مارسدن
- لینا هیدی
- نورمن ریداس
- کیت هادسون
- جاشوا جکسون
- اریک بوگوسیان
- ادوارد جیمز آلموس
- شارون لارنس
- ماریسا کافلان